# Гусев, Евгений Иванович
Евге́ний Ива́нович Гу́сев (род. 23 мая 1939, Москва) — советский и российский невролог. Академик Российской академии наук (2013), АМН СССР (1991; член-корреспондент с 1988), доктор медицинских наук, профессор (1975). С 1975 года заведует кафедрой неврологии, нейрохирургии и медицинской генетики РГМУ имени Н. И. Пирогова (ныне РНИМУ имени Н. И. Пирогова), выпускником которого является.

## Биография
В 1962 году окончил 2-й Московский государственный медицинский институт имени Н. И. Пирогова (ныне — Российский национальный исследовательский медицинский университет имени Н. И. Пирогова) и там же аспирантуру кафедры неврологии педиатрического факультета в 1967 году. С 1967 года преподаёт в альма-матер и в том же году защитил кандидатскую диссертацию, а в 1973 году — докторскую.
С 1975 года заведует кафедрой неврологии, нейрохирургии и медицинской генетики лечебного факультета альма-матер.
С 1992 по 2007 год академик-секретарь отделения клинической медицины Российской академии медицинских наук.
С 1994 года — главный редактор «Журнала неврологии и психиатрии имени С. С. Корсакова». Член редсовета журнала «Доктор.Ру». С 2001 г. член научно-редакционного совета Регистра лекарственных средств России. Входит в редакционный совет Первого медицинского канала.
Председатель правления Всероссийского общества неврологов (с 1989 года) и президент Национальной ассоциации по борьбе с инсультом. Член-корреспондент Германского неврологического общества. Почетный член Королевского медицинского общества Великобритании.
В центре научных интересов Е. И. Гусева — инсульт, рассеянный склероз, эпилепсия. Под его началом защищено 50 докторских и 98 кандидатских диссертаций.
Автор более 350 научных работ, 13 монографий, учебников и руководств по неврологии и нейрохирургии.

## Награды, премии, почётные звания
Награжден орденами «За заслуги перед Отечеством» II (2021), III (2014) и IV (1999) степени, Почёта, Трудового Красного Знамени, «Знак Почёта», орденом Международных послов (США), Орденом ООН, «Знаком Почёта» Президентского медицинского центра РФ.
Медаль «За заслуги перед Чеченской Республикой» (2009).
Заслуженный деятель науки и техники Российской Федерации (28 июня 1994) — за заслуги в научной деятельности.
В 1999 году Международным биографическим центром (Кембридж) назван «Неврологом XX столетия».